# Piltdown-mens

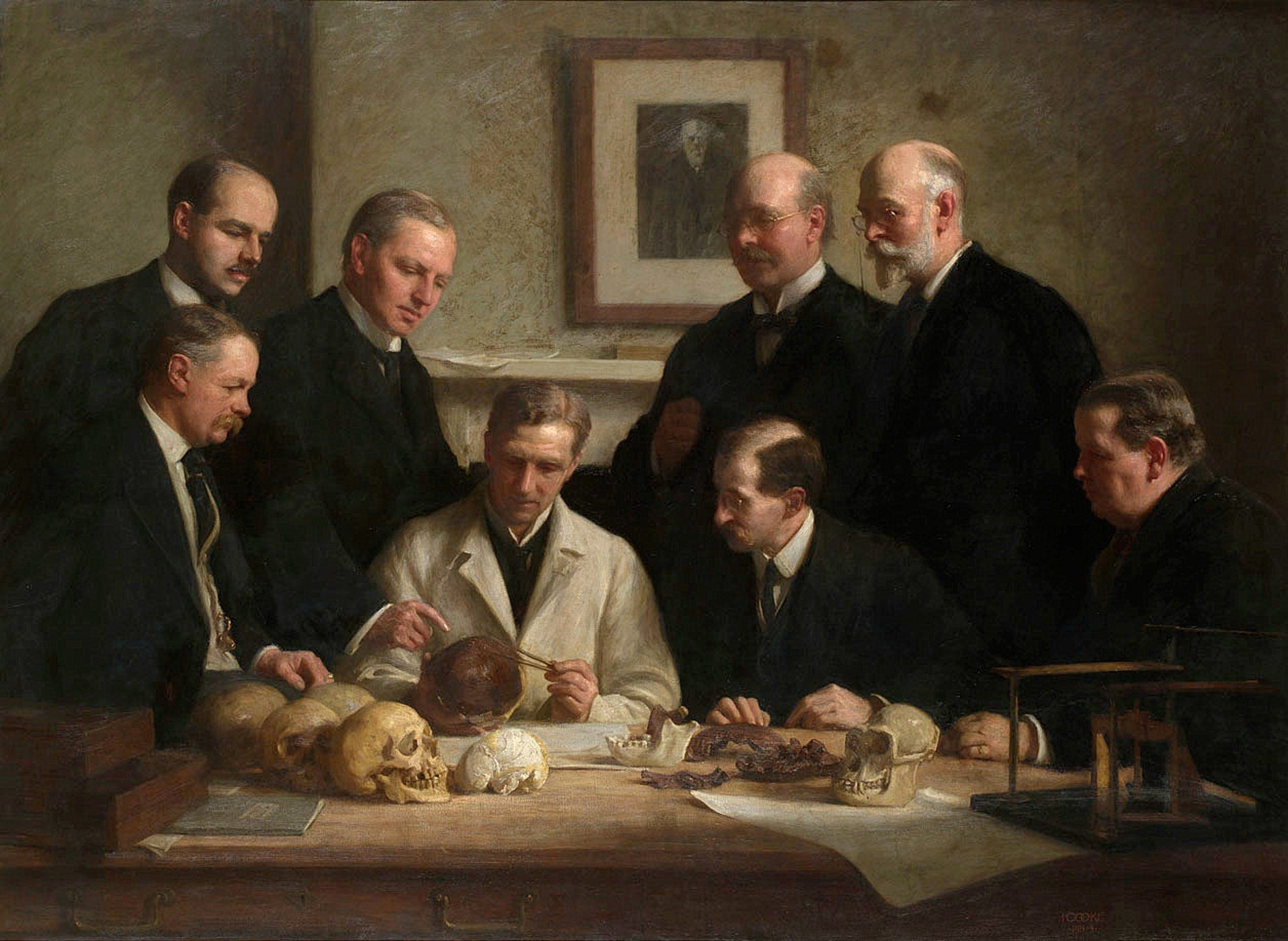
De Piltdownmens met een aantal van zijn belangrijkste onderzoekers. Achterste rij: Frank Barlow, G. Elliot Smith, Charles Dawson, Arthur Woodward. Voorste rij: Arthur Underwood, Arthur Keith, William Pycraft, Ray Lankester

De Piltdown-mens (Engels: 'Piltdown Man') betrof een aanvankelijk veronderstelde vroege mensachtige, waarvan de fossiele resten later, met moderne onderzoeksmethoden, vervalsingen bleken te zijn. Het ging om delen van een schedel en een (naar later bleek: bewerkte) halve onderkaak, "gevonden" door de amateur-paleontoloog Charles Dawson bij archeologische opgravingen in de zomer van 1912 in Piltdown, East Sussex. Hij vertelde over zijn "vondst" in een brief aan paleontoloog Arthur Woodward. In 1953 bleek de halve onderkaak afkomstig van een orang-oetan, en de schedeldelen van een moderne mens.

## Vondsten
De vondst bestond uit grote delen van een schedel. Toen Woodward en Dawson samen verder groeven, vonden ze ook een flink deel van een onderkaak. Opvallend was dat de schedel een zeer menselijk uiterlijk had, terwijl de kaak nog zeer aapachtig aandeed. De twee paleontologen noemden het fossiel, dat de naam Eoanthropus dawsoni - 'dageraadmens van Dawson' - kreeg, “het belangrijkste tot nog toe ontdekte mens-achtige fossiel.” In de jaren daarna werd nog een aantal vondsten gedaan in Piltdown, waaronder de resten van een tweede exemplaar van de veronderstelde Piltdown-mens, tot Dawson in 1916 overleed. Daarna bleef Woodward zoeken, maar zonder verder resultaat.
In de volgende jaren werden elders in de wereld nieuwe fossiele mensensoorten gevonden - Homo erectus in China en Indonesië, Australopithecus in Afrika. Deze verschilden echter van Eoanthropus. Terwijl Eoanthropus een menselijke schedel en een aapachtige kaak had, hadden deze zowel een primitieve schedel met kleine herseninhoud, als een primitieve kaak. Eoanthropus stelde de wetenschappers voor een raadsel; sommigen beschouwden het als een toevallige samenkomst van de schedel van een primitieve mens en de kaak van een mensaap.

## Nieuw onderzoek
Reeds na 1929 rezen er twijfels over de echtheid van de kiezen, toen Miller de mogelijkheid opperde dat deze zouden zijn bewerkt. In 1930 verzocht hij Remingtomn Kellogg (later directeur van het US Museum of Natural History (1948-1962) om te onderzoeken of ze waren bewerkt. Miller zou echter door collega's zijn overtuigd zijn verdenkingen niet te pubiceren, omdat deze een te serieuze beschuldiging inhielden.

### Datering
In 1947 werd met een inmiddels nieuw ontwikkelde dateringsmethode opnieuw een ouderdomsbepaling uitgevoerd. Deze herdatering leverde voor de vermoedelijke ouderdom van de Piltdown-mens hoogstens 50 000 jaar oud op. De ouderdom van de grindlaag waarin de resten waren gevonden, werd aanvankelijk op 500 000 jaar geschat. In 1926 was al vastgesteld dat de werkelijke ouderdom van de laag hooguit 50 000 jaar kon zijn. Maar tot de datering in 1947 bleef twijfel bestaan over de ouderdom van de vondsten. 

### Samenstelling
Bij een nauwkeuriger meting bleken toen ook de kaak en de schedel niet bij elkaar te horen. Uit verder onderzoek werd geconcludeerd dat de resten van de Piltdownmens een fabricage zou zijn, samengesteld uit een kaak van een orang-oetan of andere mensaap en van een (deel van een) moderne menselijke schedel, beide chemisch bewerkt om een hogere ouderdom te suggereren. Ook de andere vondsten uit Piltdown bleken van elders afkomstig te zijn.

### Ontmaskering als vervalsing
Een belangrijke rol bij de ontrafeling van de Piltdown-mens als vervalsing speelde de antropoloog Kenneth Oakley, samen met J.S. Weiner en W.E. le Gros Clark, Zij publiceerden The Solution of the Piltdown Problem in het Bulletin of the British Museum of Natural History - Geology Department. Zij legden bloot dat het een hoax betrof. Door een volledige heranalyse van de slijtage van de kiezen, een onderzoek naar het fluorgehalte in 1949, het stikstof)gehalte en de kleuring, concludeerden Oakley en zijn collega's dat de schedelfragmenten niet van één exemplaar waren. In plaats daarvan leek het erop dat de schedel een fabricage betrof, samengesteld uit een moderne onderkaak van een aap die min of meer vakkundig was versmolten met de schedelfragmenten van een andere soort. 
Deze ontmaskering resulteerde in een wezenlijke herziening van het bestaande menselijk fossielenbestand, waaruit de zogenaamde Eoanthropus dawsoni werd verwijderd.

### Vermoedelijke dader van de vervalsing
De dader van de pas na vele jaren als zodanig aangetoonde vervalsing bleef onduidelijk. Charles Dawson (die al eerder een aantal "vondsten" presenteerden die later vervalsingen bleken te zijn) is de meest aannemelijke verdachte, maar een reeks andere namen, onder wie die van jezuïet, geoloog, antropoloog en filosoof Pierre Teilhard de Chardin (vinder van een hoektand van de Piltdown mens) is ook genoemd. Een andere recentelijk populaire hypothese is dat de vervalser Martin A.C. Hinton was, een conservator van het Natural History Museum, die Woodward een hak wilde zetten.

## Aanvankelijk geloof en latere weerlegging
De aanvankelijke acceptatie door de paleonthologische wetenschappelijke gemeenschap van de vervalsing, kwam doordat de beweerde vondst de heersende theorieën leek te bevestigen over menselijke evolutie: eerst het vergrote brein, pas daarna het mensachtig lichaam. Verder speelde in het Verenigd Koninkrijk ook het nationalisme een rol. Daarnaast kwam de ontvankelijkheid vanuit het wijdverbreide wetenschappelijke vooroordeel, dat de mens in Europa en/of Azië moest zijn geëvolueerd. Fossiele bewijzen voor een Afrikaanse oorsprong werden door westerse wetenschappers, vanuit racistische vooroordelen, onderdrukt. Dit werd later gecorrigeerd, toen uit steeds meer fossielen een ander verhaal kon worden afgeleid: namelijk eerst de menselijke vorm, pas daarna het vergrote brein, en dat die ontwikkeling hoofdzakelijk in Afrika plaatsvond.